# سید حسن حسینی شاهرودی
سید حسن حسینی شاهرودی نمایندهٔ دورهٔ دهم از حوزهٔ انتخابیهٔ شاهرود و میامی در استان سمنان است. وی با کسب ۴۹٬۹۷۰ رای از مجموع ۱۳۰٬۳۲۰ رای معادل ۴۰٫۹۶٪ درصد آرا به مجلس راه پیدا کرد. وی در دورهٔ یازدهم با کسب ۲۵٬۷۸۴ رای از مجموع ۹۳٬۲۴۶ رای نفر دوم شد و به مجلس راه نیافت. وی برادر سید حسین حسینی شاهرودی نماینده دورهٔ چهارم شاهرود است.